# Eywiller
Eywiller (deutsch Eyweiler) ist eine französische Gemeinde mit 276 Einwohnern (Stand 1. Januar 2021) im Krummen Elsass im Département Bas-Rhin in der Region Grand Est (bis 2015 Elsass).

## Geschichte
Von 1871 bis zum Ende des Ersten Weltkrieges gehörte Eyweiler als Teil des Reichslandes Elsaß-Lothringen zum Deutschen Reich und war dem Kreis Zabern im Bezirk Unterelsaß zugeordnet.

### Politik
Wie viele ländliche Gemeinden im Elsass ist der Ort eine Hochburg rechter und nationalistischer Parteien. Bei Wahlen im Jahr 2004 zeigten sich die französischen Medien besonders daran interessiert, wie das kleine elsässische Dorf Eywiller wählen würde, da bei den Präsidentschaftswahlen 2002 dort über 45 Prozent der Stimmen auf Jean-Marie Le Pen gefallen waren. Ein französischer Fotograf hatte daraufhin die Fenster vieler Häuser abgelichtet und seine Fotoausstellung provokant Heilwiller! genannt. Aus Protest dagegen gingen nun nur 20 Prozent der Wahlberechtigten zur Wahlurne. So wurden in dem Dorf lediglich 40 Stimmzettel abgegeben, von denen 10 ungültig waren. Von den 30 gültigen Stimmen entfielen 11 auf extrem rechte Parteien, 12 auf die konservative Regierungspartei UMP und die übrigen auf Kleinparteien.

## Wappen
Wappenbeschreibung: In Gold eine rote Deichsel.

## Bevölkerungsentwicklung
| Jahr      | 1910 | 1962 | 1968 | 1975 | 1982 | 1990 | 1999 | 2007 | 2017 |
| Einwohner | 406  | 330  | 341  | 352  | 311  | 259  | 239  | 267  | 200  |